# Jeoffrécourt
Jeoffrécourt est un village médiéval disparu, aujourd’hui rebâti en zone d'entrainement militaire.

## Géographie
Jeoffrécourt se trouve dans l'actuel camp de Sissonne.

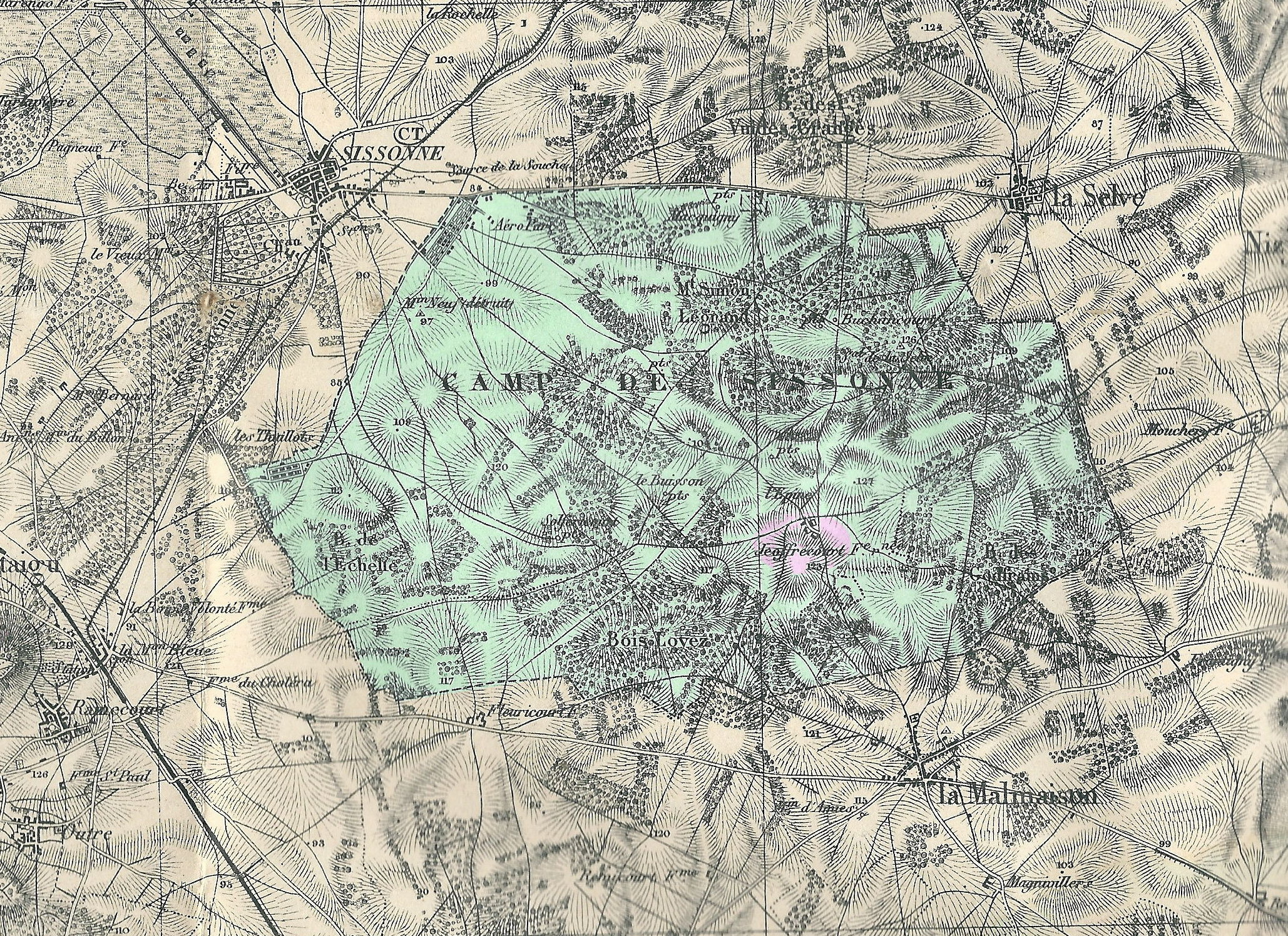
Localisation des fermes de Jeoffrécourt au sein du camp de Sissonne, en 1912.
La zone d'entrainement militaire est implantée quelque 500 mètres plus au nord.

### Étymologie
« Jeoffrécourt » fut parfois orthographié Jeoffrecourt Geoffroicourt, Jofredi curtis ou Joyfrei curtis en 1267. Curtis signifie, en bas latin, tenure, ferme, exploitation agricole. Joyfrei ou Jofredi ou Geoffridi, vient du nom germanique Gautfrid.

## Histoire
Un village florissait à cet endroit durant le haut Moyen Âge (VIe au IXe siècle), peut-être avant, sur ce lieu proche de la voie romaine Reims-Bavay. Il semble avoir été victime des invasions normandes. Mais l'activité reprend. Un document de 1141 indique que ce village est donné par le seigneur Pierre de Sissonne à l'abbaye de Vauclair : dotation de « quatre charruées de terre », soit environ 150 hectares au lieudit « La cour de Geoffroi » (Geoffridi curtis). 
À un moment indéterminé, la paroisse devient un simple hameau. La propriété monastique est vendue comme bien national pendant la Révolution française. Un groupe de fermes occupe cet endroit jusqu'à la fin du XIXe siècle. Un décret du 29 août 1895 procède à de premières expropriations pour créer un champ régional de tir et de manœuvres. Certains propriétaires contestent devant les tribunaux puis devant la Cour de Cassation cette expropriation accompagnée d'indemnités dérisoires. Ils obtiennent le 23 mai 1898 un arrêt en leur faveur. Les autorités militaires négocient avec ces propriétaires qui obtiennent par cette voie une indemnité amiable plus raisonnable début 1899. Dans la même période, le camp militaire s'étend progressivement, triplant en moins de dix ans la surface initialement annoncée, pour constituer le camp de Sissonne. L'évacuation complète des lieux au profit des militaires est fixée au 1er septembre 1908. Des premiers tirs d'entrainement de l'artillerie française sur les bâtiments de Jeoffrécourt ont lieu en août 1911. Quelques années plus tard, à la suite de la guerre de 1914-1918 et de l'invasion allemande, ces terres de Jeoffrécourt sont intégrées dans la Hunding Stellung, ligne de défense allemande qui double la ligne Hindenburg. Cette ligne de défense est attaquée par les forces françaises en octobre 1918. Quelques années plus tard, un rapport du génie constate que « la ferme de Jeoffrécourt, démolie au cours de la guerre de 1914-1918, était construite en bons moellons ».

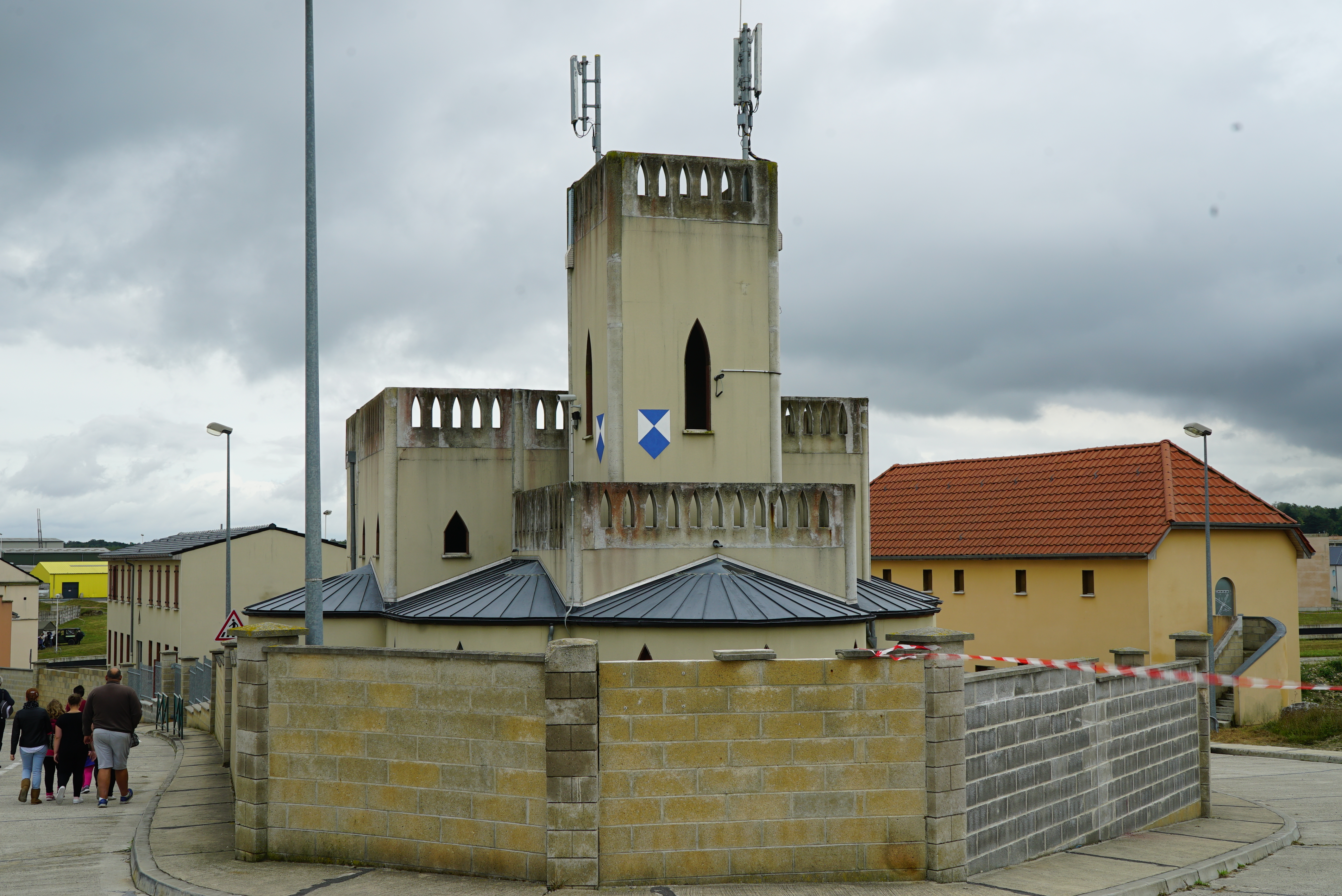
Le lieu de culte de Jeoffrécourt, lors de la journée porte ouverte de septembre 2016.

En 2008, le ministère français de la Défense y installe une ville fantôme, le  Centre d'entraînement aux actions en zone urbaine (CENZUB), pour servir de lieu d'entrainement à la lutte contre la guérilla urbaine. La construction est terminée en 2013. La ville fictive ainsi édifiée comprend une zone pavillonnaire, des immeubles d'habitation collective, un centre commercial, une gare, un cimetière, un lieu de culte (entre une église et une mosquée), un bidonville, un cours d'eau avec trois ponts, etc.